# Miguel Duhamel
Miguel Duhamel (Montreal, 26 de maio de 1968) é um motociclista  canadense, é filho de Yvon Duhamel um ex-motociclista famoso no Canadá.